# Ceratomia amyntor
Ceratomia amyntor is een vlinder uit de familie pijlstaarten (Sphingidae). De soort komt voor in de Verenigde Staten (Van Nova Scotia naar het westen tot in Saskatchewan en west North Dakota en Colorado; naar het zuiden tot in het midden van Florida, de golfstaten, Texas en New Mexico) en in Mexico. De spanwijdte is 82-115 mm.

## Waardplanten
Waardplanten voor de rupsen zijn Ulmus, Betula, Tilia, Robinia pseudoacacia en Prunus.